# Aulosaphes vechti
Aulosaphes vechti är en stekelart som beskrevs av Van Achterberg 1995. Aulosaphes vechti ingår i släktet Aulosaphes och familjen bracksteklar. Inga underarter finns listade.